# Shringeri

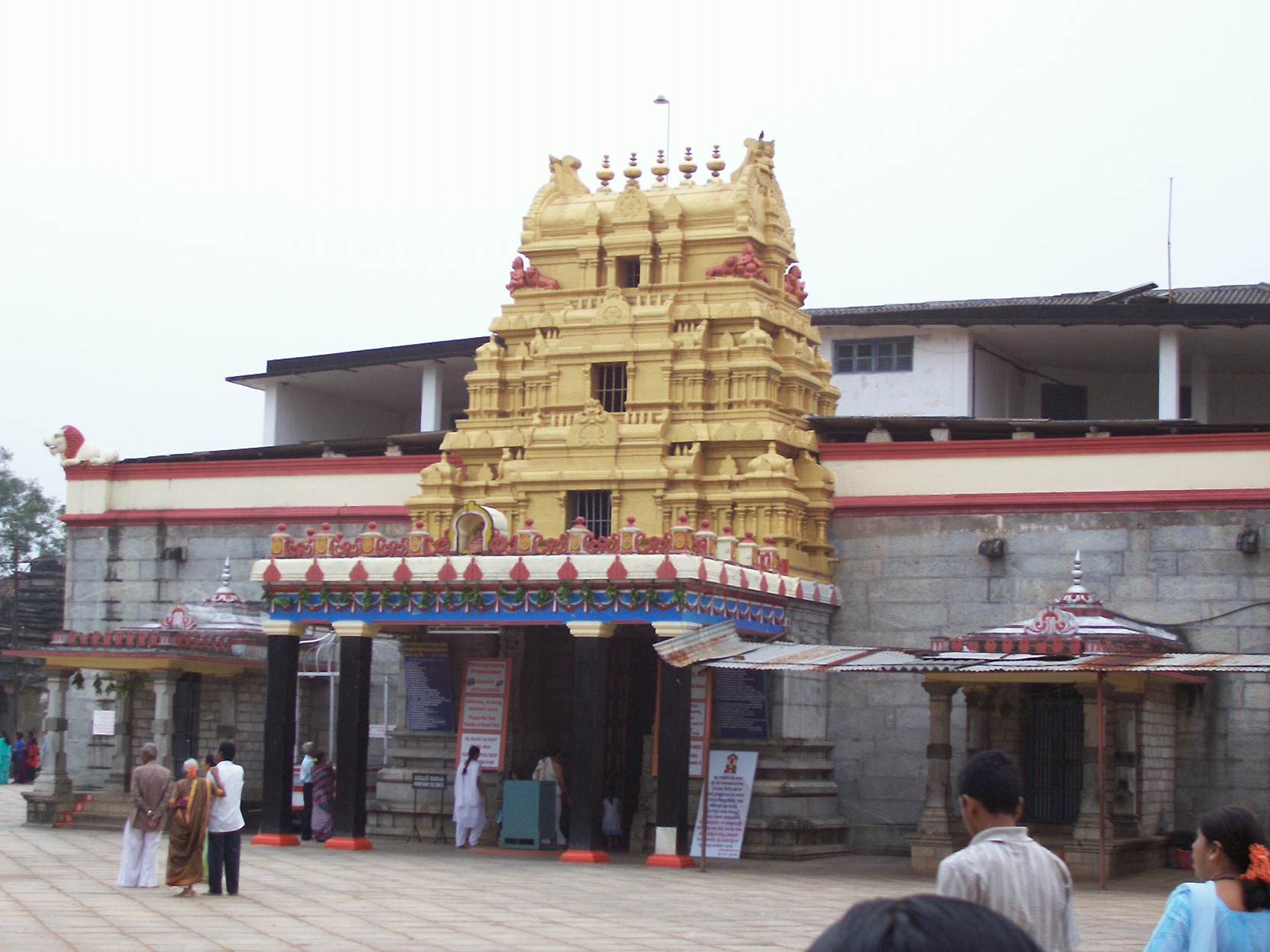
Le temple de Sharadamba, fondé par Shankara. Le bâtiment actuel est une reconstruction du début du XXe siècle.

Shringeri, (IAST : Śṛṅgeri) est une ville d'Inde dans l'état du Karnataka. Shringeri est un haut lieu de pèlerinage de l'hindouisme et un des endroits les plus sacrés de l'Inde, lié au grand maître Adi Shankara et un monastère qu'il y a fondé. Il a accueilli au fil des siècles des acharyas c'est-à-dire des professeurs de l'hindouisme renommés. L'institution monastique et religieuse, le Shringeri Sharada Peetham (ou Mutt), est organisée en un complexe localisé en bord de cours d'eau, qui comprend notamment les temples de Vidyashankara et de Sharadamba,. 
La localité est un des quatre lieux dénommés Dashanami mathas avec Purî, Badrinath et Dwarka.
Sringeri est localisée sur les rives de la Tunga, dans les Ghats occidentaux.